# Evangelische Kirche (Deák tér)

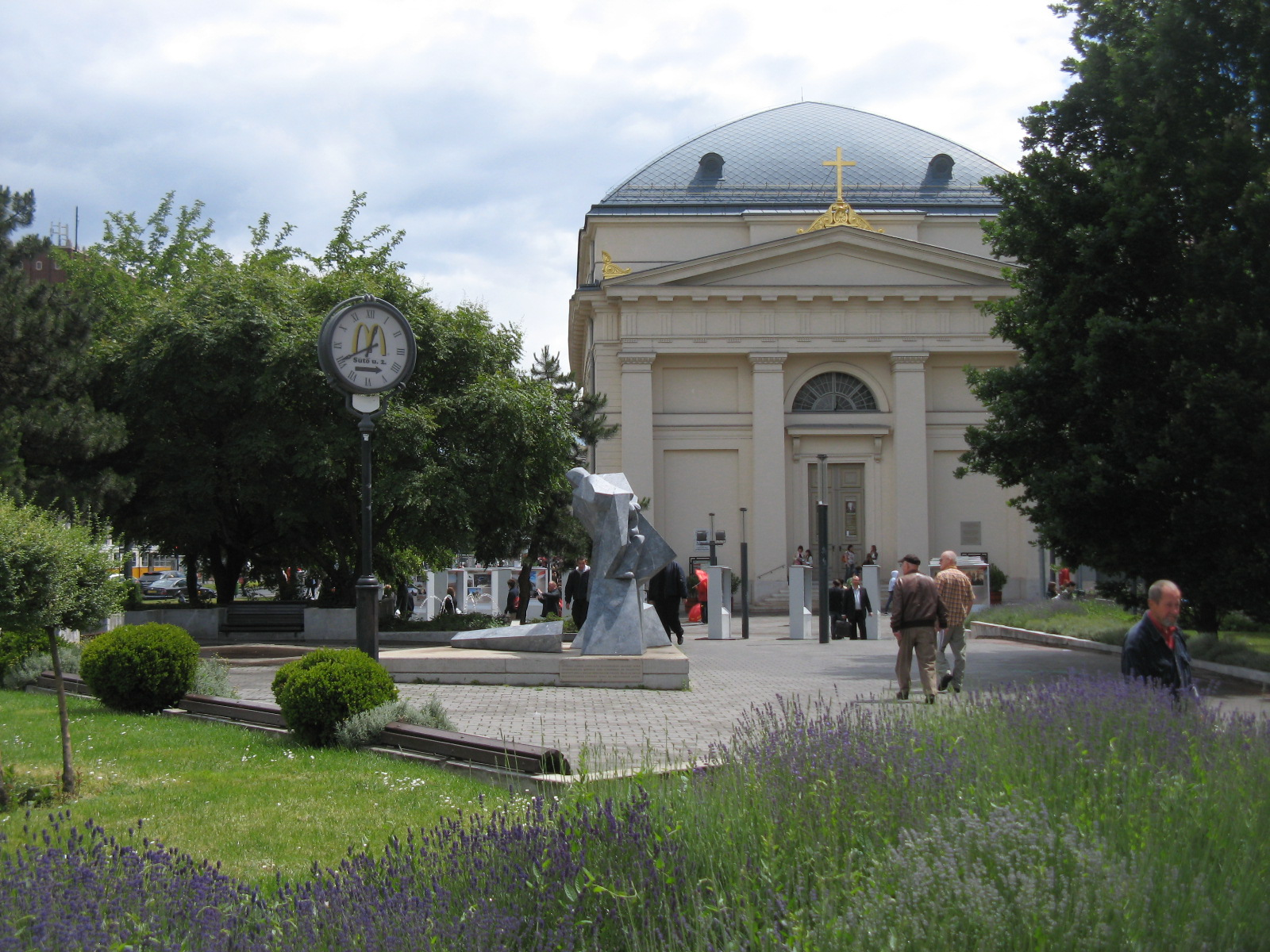
Die evangelische Kirche am Deák tér

Die Evangelische Kirche am Deák-Platz (ungarisch Deák téri evangélikus templom) ist eine evangelisch-lutherische Bischofskirche (Süddiözese) in der ungarischen Hauptstadt Budapest. Sie liegt am Deák Ferenc tér 4 im V. Bezirk Belváros-Lipótváros (Innenstadt–Leopoldstadt) und wurde zwischen 1799 und 1808 nach Plänen von Mihály Pollack im klassizistischen Stil errichtet.

## Geschichte
Nach der Vertreibung der Türken gehörte der ungarische Landesteil mit den Städten Buda, Óbuda und Pest, die später zu Budapest zusammengeschlossen wurden, zum katholischen Österreich. 1781 erließ Kaiser Joseph II. das Toleranzpatent, das es den Protestanten erlaubte innerhalb bestimmter Schranken ihren Glauben auszuüben und ihre Kirchen zu organisieren. Aufgrund dessen begannen die Lutheraner in Pest 1787 eine Kirchengemeinde zu gründen. Am Landtag von 1790 bis 1791 erlaubte Kaiser Leopold II. den Protestanten in Ungarn Kirchen zu bauen, die einen Zugang zur Straße, einen Turm und Glocken hatten. Gleich 1791 hielten die Lutheraner in Pest einen Kirchentag ab, auf dem beschlossen wurde, so schnell wie möglich eine Kirche, ein Pfarrhaus und eine Schule zu bauen. Pest hatte zu diesem Zeitpunkt etwa 50.000 Einwohner, von denen 400 lutherisch waren; dazu kamen noch 700 lutherische Soldaten der Garnison. Bevor eine eigene Kirche in Pest existierte, mussten die Gläubigen die Kirche im 15 km entfernten Cinkota (heute im XVI. Budapester Bezirk) besuchen.
Durch Unterstützung des Oberkommandeurs von Buda und Pest, Prinz Friedrich Josias von Sachsen-Coburg-Saalfeld, erhielt die Pester Gemeinde 1792 ein 565 Quadratklafter großes Grundstück außerhalb der Stadtmauer neben der Granatenkaserne, in der es ja mehr Lutheraner gab als in der Stadt selbst. Als Gönnerinnen trugen die Gattin des Grafen Miklós Beleznay und diejenige des Grafen József Teleki zu den Baukosten bei, ebenso wie Graf József Batthyány, die Hansestadt Hamburg und die Kirchen aus Württemberg.

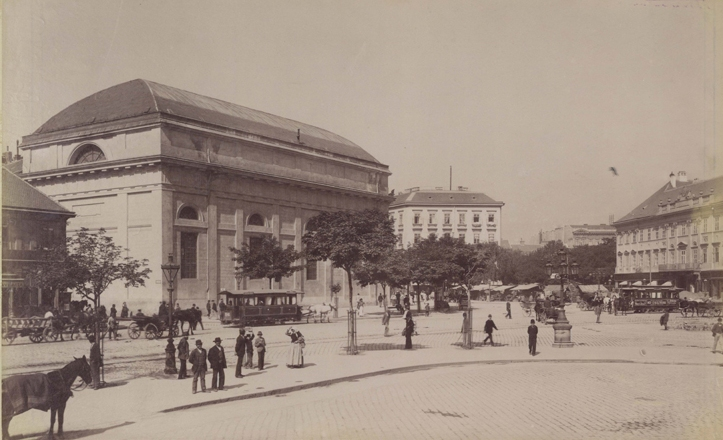
Die evangelische Kirche am Deák tér um 1890

Zur Errichtung der Kirche war der Baumeister János Krausz (1761–1798) beauftragt worden, mit dessen Arbeit beim Umbau der evangelischen Kirche von Galgaguta man sehr zufrieden gewesen war. Dieser errichtete 1794 neben dem späteren Standort der Kirche zunächst einen provisorischen Betsaal und baute dann die evangelische Schule. 1797 reichte er seinen Entwurf für die Kirche selbst ein, der eine Hauptfassade mit Mittelturm und einen durch eine korinthische Säulenhalle hervorgehobenen Portikus vorsah. Als Bauleiter trat der junge Mihály Pollack aus Wien bei Krausz ein. Als dieser jedoch kurz darauf verstarb, legte Pollack einen neuen Entwurf vor, nach dem dann nach der Grundsteinlegung am 31. Oktober 1799 die Bauarbeiten begannen. Die Kirche war Pollacks erste Arbeit in Ungarn, wo er später insgesamt 193 Gebäude errichtete und damit auch das Aussehen der aufstrebenden Stadt Pest maßgeblich prägte.
Im Zuge der napoleonischen Kriege herrschte in den folgenden Jahren akuter Geldmangel. Daher ging der Bau nur langsam voran (1805 Fertigstellung des Daches, 1808 Beendigung des Außenbaus) und der ursprüngliche Bauplan musste in manchen Punkten vereinfacht werden. So ließ Pollack den Portikus ganz weg und verkleinerte den Turm. 1809 mussten sogar die Dekorationsarbeiten im Inneren eingestellt werden, da der Raum des Krieges wegen als Schneiderwerkstatt und Kleiderlagerraum benötigt wurde. Erst am 2. Juni 1811 konnte die Kirche eingesegnet werden.
1819 heiratete der Palatin Joseph von Österreich die evangelische Prinzessin Maria Dorothea von Württemberg. Ihr zu Ehren wurde gegenüber der Kanzel ein prachtvolles Oratorium eingerichtet. Gleichzeitig erhielt die Kirche einen Doppelchor, um die steigende Zahl an Kirchenbesuchern unterbringen zu können. Während des katastrophalen Hochwassers von 1838 in Pest blieb die Kirche, die etwas erhöht am Heumarkt stand, völlig unbeschädigt.
Nach dem Tod Pollacks 1855 übernahm der Architekt József Hild die architektonischen Aufgaben der Kirche. Er schloss zunächst die Baulücke zwischen der Kirche und dem Pfarrhaus und begann danach mit der Renovierung der Kirche. Von Hild stammt auch die noch heute zu sehende Gestaltung der Fassade mit dorischen Säulen. Bei einer weiteren Renovierung des Daches 1875 unter der Leitung von Károly Benkó wurde das ursprüngliche Tonnengewölbe der Kirche ersetzt. Da der Kirchturm ohne Grundmauern errichtet worden und daher statisch sehr unsicher war, wurde er abgetragen und das Kreuz auf den Giebel gesetzt.

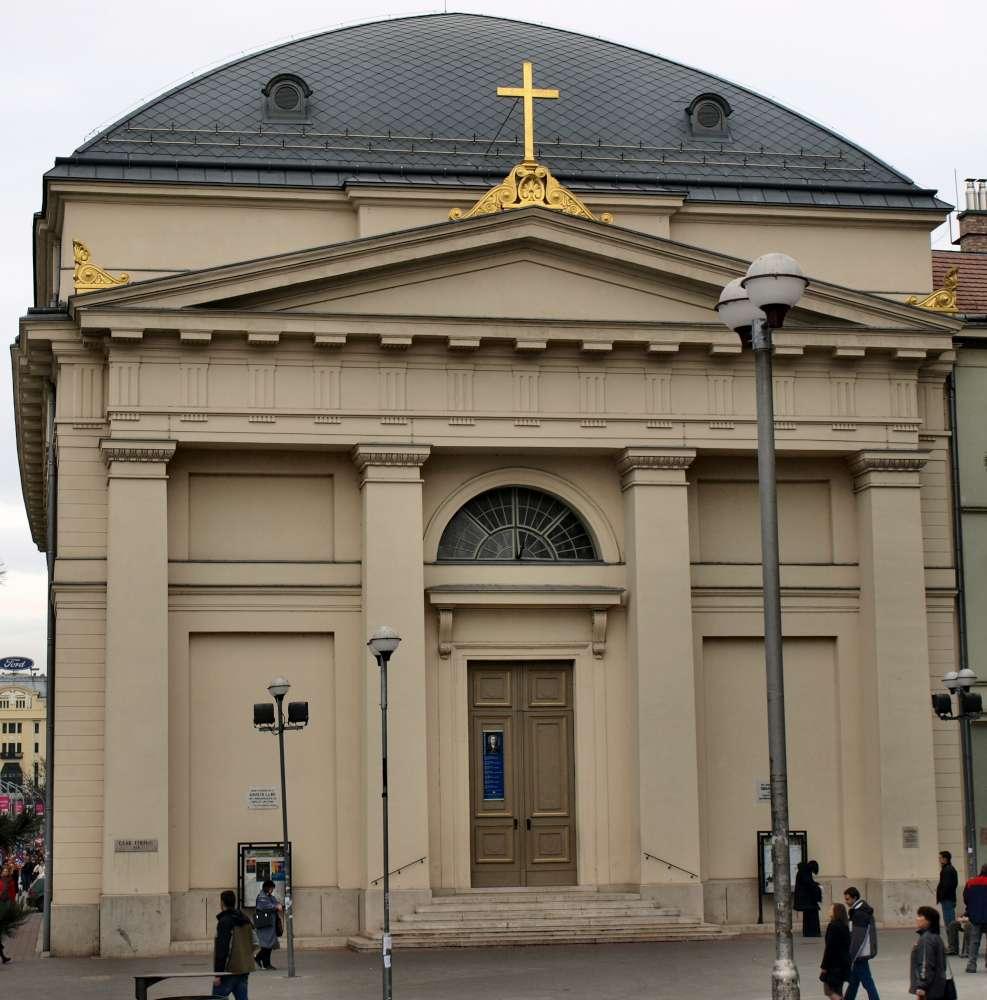
Hauptfassade

## Kirchengebäude
Das Äußere der am südwestlichen Eck des Deák tér gelegenen Kirche wird durch die 1856 von József Hild als Tempelfront umgebaute Fassade bestimmt. Auf vier  Pfeilern ruht über dem Architrav mit Triglyphenfries ein dreieckiger Tempelgiebel, der mit einem vergoldeten Kreuz bekrönt wird. Die Aktroterien an den Ecken des Giebels sind ebenfalls vergoldet. Über dem Eingangsportal und auf der gegenüberliegenden Seite befindet sich je ein Lünettenfenster und weitere vier große Fenster an der Seitenfassade beleuchten den Innenraum. Eine Gedenktafel erinnert an Lajos Kossuth.
Das Gebäude ist eine Hallenkirche mit rechteckigem Grundriss. Die Länge des Schiffs beträgt 33 Meter, die Breite 18,2 Meter und die Innenhöhe 14,8 Meter. Die Wände sind durch Pilaster mit vergoldeten Kapitellen gegliedert. Dazwischen befinden sich rechteckige oder rundbogenförmig abgeschlossene Mauernischen. Ein Gesims läuft um den ganzen Raum herum und betont dessen Saalcharakter. Über dem Eingangsbereich befinden sich zweistöckige Emporen. Gedeckt ist die Halle durch ein Cavetto-Gewölbe.
Der mächtige, vergoldete Altar wird zu beiden Seiten von Säulen aus zweierlei Marmor flankiert, deren Kapitelle reich verziert sind. Auf dem Tympanon befinden sich über Wolken die Gesetztafeln des Moses und eine aufgeschlagene heilige Schrift (beide vergoldet), an den Seiten je eine Vase. Darunter ist der Name Gottes in hebräischen Buchstaben zu sehen. Das großformatige Altarbild stammt von Franz Sales Lochbihler und stellt eine Kopie von Raffaels Bild Die Verklärung Christi aus dem Vatikan dar.
Die weitere Ausstattung besteht aus einem Taufbecken aus rotem Marmor von Lörinc Dunaiszky (1784–1833) und der Kanzel rechts vom Altar, an dessen Ausstattung ebenfalls Dunaiszky beteiligt war.
Die erste Orgel der Kirche besaß vergoldete Holzschnitzereien und eine weiße Holzverkleidung. Sie war ein Werk von József Herodek. Das heutige Instrument hat drei Manuale und Pedal. Es ist die bedeutendste neobarocke Orgel in Ungarn. 
In der Kirche werden regelmäßig Kirchenmusikkonzerte aufgeführt, darunter auch die Veranstaltungen der internationalen Bach-Woche. Der Lutherania-Chor der Kirche besteht seit über hundert Jahren.

## Schule
Nach einem ersten provisorischen Schulgebäude wurde 1818 neben der Kirche ein Grundschulgebäude errichtet. Durch die Stiftung der Karolina Glosius Artner konnte 1861 das benachbarte militärische Backhaus gekauft werden und 1863–1864 das Hauptgymnasium errichtet werden. Nachdem das Gymnasium um 1900 in die Allee am Stadtwäldchen übersiedelt war, waren am Deák tér Grundschule und Bürgerschule untergebracht. Die Schule wurde im Zweiten Weltkrieg von einer Bombe getroffen und 1950 wieder aufgebaut. Schäden, die durch die U-Bahnbau entstanden, konnten 1973 und 1983 behoben werden.

## Evangelisches Landesmuseum
Neben der Kirche befindet sich im ehemaligen Pfarrhaus das Evangelische Landesmuseum (ungarisch Magyarországi Evangélikus Egyház). In drei Räumen werden Dokumente, Bücher, Kirchengerät und Bilder zur Geschichte des Protestantismus in Ungarn gezeigt. Als Höhepunkt der Sammlung gilt das 1542 von Martin Luther eigenhändig geschriebene Testament.